# 잉글랜드 U-20 축구 국가대표팀

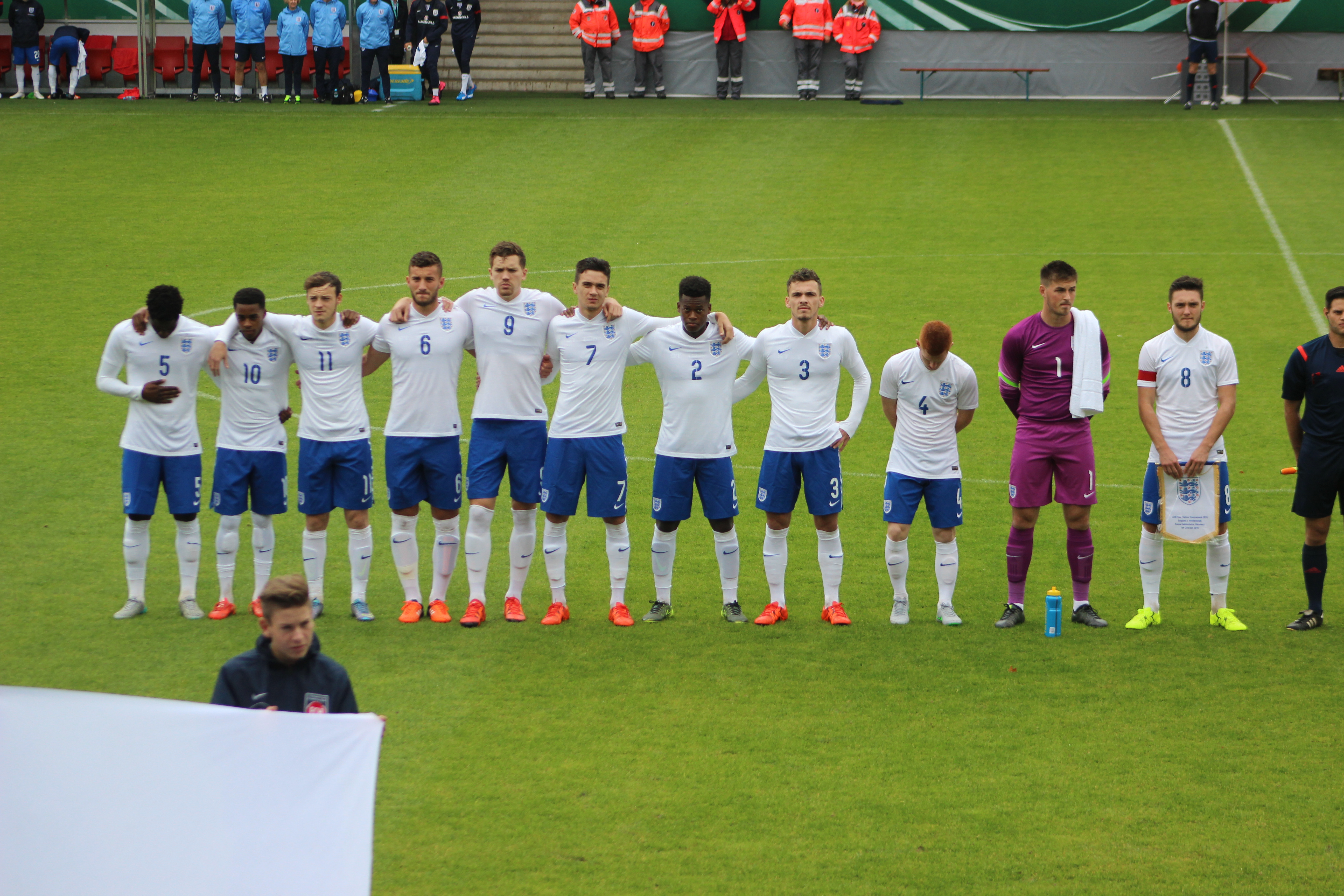

잉글랜드 U-20 축구 국가대표팀(영어: England national under-20 football team)은 잉글랜드의 21세 이하 국가 대표팀이다.

## 국제 대회 경력

### FIFA U-20 월드컵
FIFA U-20 월드컵 본선에는 12번 출전하여 이 중 2017년 대회에서 정상에 올랐고 1981년 대회에서는 4위, 1993년 대회에서는 3위에 올랐다.

## FIFA U-20 월드컵 기록
- 1977년: UEFA 지역예선 탈락.
- 1979년: UEFA 지역예선 탈락.
- 1981년: 4위.
- 1983년: UEFA 지역예선 탈락.
- 1985년: 조별리그 D조 4위.
- 1987년: UEFA 지역예선 탈락.
- 1989년: UEFA 지역예선 탈락.
- 1991년: 조별리그 D조 3위.
- 1993년: 3위.
- 1995년: UEFA 지역예선 탈락.
- 1997년: 16강.
- 1999년: 조별리그 E조 4위.
- 2001년: UEFA 지역예선 탈락.
- 2003년: 조별리그 D조 4위.
- 2005년: UEFA 지역예선 탈락.
- 2007년: UEFA 지역예선 탈락.
- 2009년: 조별리그 D조 4위.
- 2011년: 16강.
- 2013년: 조별리그 E조 4위.
- 2015년: UEFA 지역예선 탈락.
- 2017년: 우승.
- 2019년: UEFA 지역예선 탈락.
- 2021년: UEFA 지역예선 취소.
- 2023년: 16강.

## 선수

### 현재 선수 명단
다음 선수들은 2017년 FIFA U-20 월드컵의 선수단이다.

| 등번호 | 포지션 | 선수 이름                 | 생일 (나이)             | 클럽                |
| ------ | ------ | ------------------------- | ----------------------- | ------------------- |
| 1      | GK     | 프레디 우드먼             | 1997년 3월 4일 (23세)   | 뉴캐슬              |
| 2      | DF     | 존조 케니                 | 1997년 3월 15일 (23세)  | 에버튼              |
| 3      | DF     | 케일럼 코널리             | 1997년 9월 23일 (22세)  | 에버튼              |
| 4      | MF     | 루이스 쿡                 | 1997년 2월 3일 (23세)   | 본머스              |
| 5      | DF     | 피카요 토모리             | 1997년 12월 19일 (22세) | 첼시                |
| 6      | DF     | 제이크 클라크솔터         | 1997년 9월 22일 (22세)  | 첼시                |
| 7      | MF     | 조시 오노마               | 1997년 4월 27일 (23세)  | 풀럼                |
| 8      | MF     | 에인슬리 메이틀런드나일스 | 1997년 8월 29일 (22세)  | 아스널              |
| 9      | FW     | 아담 암스트롱             | 1997년 2월 10일 (23세)  | 사우샘프턴          |
| 10     | FW     | 도미닉 솔란케             | 1997년 9월 14일 (22세)  | 첼시                |
| 11     | FW     | 아데몰라 루크먼           | 1997년 10월 20일 (22세) | 에버튼              |
| 12     | DF     | 에즈니 콘사               | 1997년 10월 23일 (22세) | 찰턴 애슬레틱       |
| 13     | GK     | 딘 헨더슨                 | 1997년 3월 12일 (23세)  | 맨체스터 유나이티드 |
| 14     | DF     | 카일 워커피터스           | 1997년 4월 13일 (23세)  | 사우샘프턴          |
| 15     | DF     | 다엘 프라이               | 1997년 8월 30일 (22세)  | 미들즈브러          |
| 16     | FW     | 도미닉 캘버트르윈         | 1997년 3월 16일 (23세)  | 에버튼              |
| 17     | FW     | 해리슨 채프먼             | 1997년 11월 5일 (22세)  | 미들즈브러          |
| 18     | MF     | 키어런 도월               | 1997년 10월 10일 (22세) | 에버튼              |
| 19     | MF     | 셰이 오조                 | 1997년 6월 19일 (22세)  | 리버풀              |
| 20     | MF     | 오비 에자리아             | 1997년 11월 18일 (22세) | 리버풀              |
| 21     | GK     | 루크 사우스우드           | 1997년 12월 6일 (22세)  | 레딩                |

## 역대 감독
| 감독                      | 임기        |
| ------------------------- | ----------- |
| 개러스 사우스게이트(대행) | 2014        |
| 리 카슬리                 | 2020 ~ 2021 |

## 같이 보기
- 잉글랜드 축구 협회
- 잉글랜드 여자 축구 국가대표팀
- 잉글랜드 U-20 여자 축구 국가대표팀